# El castigo sin venganza

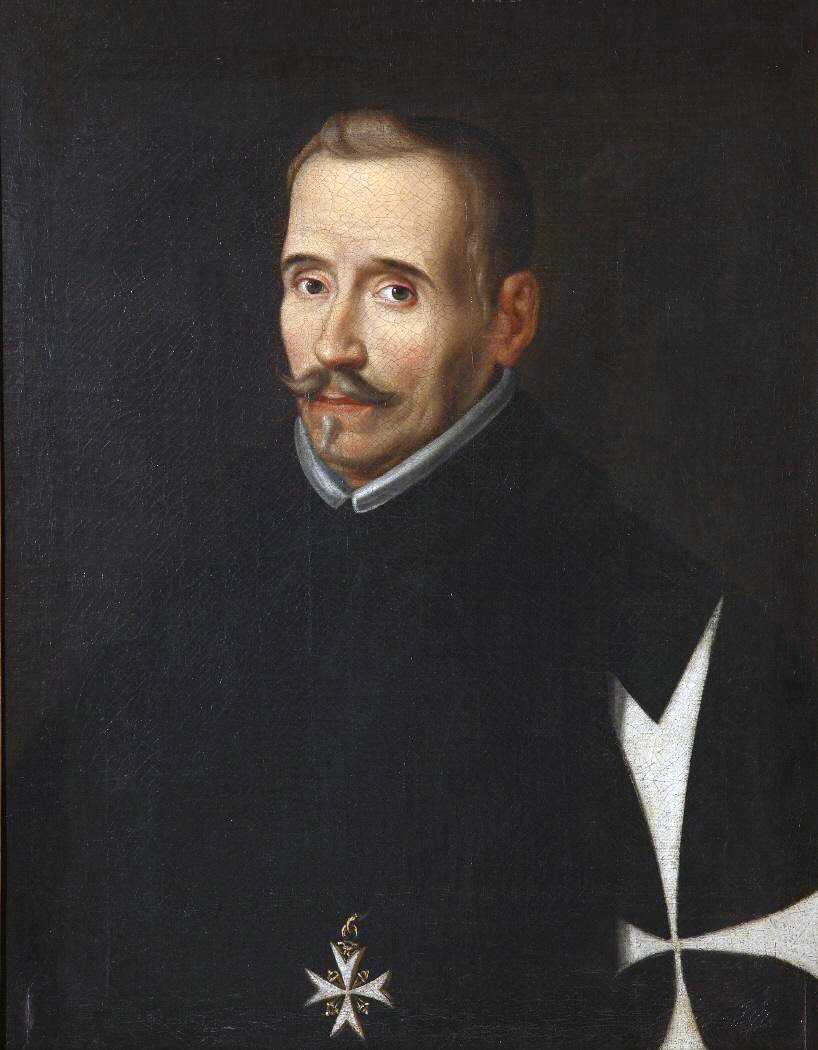

El castigo sin venganza es una obra teatral que Lope de Vega compuso en 1631, a la edad de 69 años. Es una tragedia en la que Lope narra la relación amorosa del conde Federico con Casandra, la joven esposa de su padre, el duque de Ferrara, y la reacción de este cuando descubre el adulterio. 
El tema principal de esta pieza es el honor, que se manifiesta en el castigo que el duque impone a los amantes ocultando la causa real (su deshonor) bajo una falsa causa política. Otros temas tratados en la obra son la relación casi incestuosa entre Federico y Casandra y el amor del duque por su hijo. 
El argumento está inspirado en una de las novelas de Mateo Bandello, la 44.ª de la primera parte. En los últimos versos, el personaje de Batín, criado de Federico y gracioso de la obra, afirma que los hechos ocurrieron realmente en Italia, y efectivamente la novela de Bandello reproduce, alterándolos levemente, acontecimientos históricos relativos a Nicolás III d’Este, marqués de Ferrara, su segunda mujer, Laura Malatesta, conocida como Parisina, y el mayor de los hijos que el marqués había tenido fuera de su primer matrimonio con una de sus amantes.

## Representaciones destacadas
- Teatro Español, Madrid, 1919.[2]
  - Intérpretes: Carmen Ruiz Moragas, Francisco Fuentes, Ricardo Calvo, Carmen Seco, Emilio Mesejo.
- Teatro Español, Madrid, 1943.[3]
  - Decorados: Emilio Burgos.
  - Intérpretes: Mercedes Prendes, Alfonso Muñoz, José María Seoane, Porfiria Sanchís, Julia Delgado Caro, Gonzalo Llorens.
- Teatro Español, Barcelona, 1968.[4]
  - Intérpretes: Gemma Cuervo, Luis Prendes, Fernando Guillén.
- Varias localidades, 1980.
  - Intérpretes: Carmen de la Maza.
- Teatro Español, Madrid, 1985.[5]
  - Dirección: Miguel Narros.
  - Intérpretes: Juan Ribó, Ana Marzoa, Inma de Santis, José Luis Pellicena, Fernando Valverde, Miguel Ayones, Paca Gabaldón, Claudia Gravy, Francisco Vidal.
- Teatro Pavón, Madrid, 2005.[6]
  - Dirección: Eduardo Vasco.
  - Intérpretes: Marcial Álvarez, Clara Sanchís.
- Teatros del Canal, Madrid, 2011.[7]
  - Dirección: Ernesto Arias.
  - Intérpretes: Gerardo Malla, Lidia Otón.
- Teatro de la Comedia, Madrid, 2018.[8]
  - Dirección: Helena Pimenta.
  - Intérpretes: Beatriz Argüello, Lola Baldrich, Rafa Castejón, Carlos Chamarro, Nuria Gallardo, Joaquín Notario, Íñigo Álvarez de Lara, Javier Collado, Fernando Trujillo, Alejandro Pau, Anna Maruny.